# إدوين بورتيو
إدوين بورتيو (بالإسبانية: Edwin Portillo) (17 نوفمبر 1962 في السلفادور - ) هو مدرب كرة قدم ولاعب كرة قدم سلفادوري في مركز الدفاع. لعب مع إيسيدرو ميتابان ‏.

## وصلات خارجية
- إدوين بورتيو على موقع قاعدة بيانات كرة القدم.إي يو (الإنجليزية)